# HexChat
HexChat es un cliente de IRC derivado de XChat.
Permite elegir entre una interfaz de pestañas o una vista de árbol, soporta múltiples servidores y gran cantidad de opciones configurables.
Se ofrecían versiones tanto por línea de comandos como con interfaz gráfica.
El cliente funciona tanto en Windows como en sistemas operativos tipo Unix, y muchas distribuciones de Linux incluyen paquetes en sus repositorios.

## Historia
El proyecto XChat-WDK (XChat Windows Driver Kit) comenzó en 2010 y era originalmente sólo para Windows.
El objetivo original del proyecto era fusionarse con XChat, pero pasó de simplemente arreglar bugs de Windows a introducir nuevas características, y empezó a cobrar sentido soportar otras plataformas aparte de Windows.
El 6 de julio de 2012 XChat-WDK cambió oficialmente su nombre a HexChat.

### Versiones
- HexChat 2.9.4 - 11 de noviembre de 2012
- HexChat 2.9.5 - 1 de abril de 2013
- HexChat 2.9.6 - 11 de septiembre de 2013
- HexChat 2.10.0 - 1 de junio de 2014
- HexChat 2.10.2 - 25 de noviembre de 2014
- HexChat 2.12.0 - 12 de marzo de 2016
- HexChat 2.12.1 - 1 de mayo de 2016
- HexChat 2.12.2 - 8 de octubre de 2016
- HexChat 2.14.0 - 12 de marzo de 2018
- HexChat 2.14.2 - 29 de agosto de 2018
- HexChat 2.14.3 - 20 de diciembre de 2019
- HexChat 2.16.0 - 1 de octubre de 2021